# هيلدا ثورب
هيلدا ثورب (بالإنجليزية: Hilda Thorpe)‏ هي رسامة أمريكية، ولدت في 1920، وتوفيت في 2000.